# Првенство Русије у кошарци
Првенство Русије у кошарци је највише кошаркашко такмичење у Русији. Формирана је 1992. након распада Совјетског Савеза. Нижи ранг је Суперлига Русије.

## Досадашња финала
| Сезона   | Такмичење         | Првак                              | Резултат финала                    | Вицепрвак                          |
| -------- | ----------------- | ---------------------------------- | ---------------------------------- | ---------------------------------- |
| 1992.    | Суперлига Русије  | ЦСКА Москва (1)                    |                                    | Самара                             |
| 1992/93. | Суперлига Русије  | ЦСКА Москва (2)                    |                                    | Спартак Санкт Петербург            |
| 1993/94. | Суперлига Русије  | ЦСКА Москва (3)                    |                                    | Автодор Саратов                    |
| 1994/95. | Суперлига Русије  | ЦСКА Москва (4)                    | 3 : 0                              | Динамо Москва                      |
| 1995/96. | Суперлига Русије  | ЦСКА Москва (5)                    | 3 : 2                              | Динамо Москва                      |
| 1996/97. | Суперлига Русије  | ЦСКА Москва (6)                    | 3 : 2                              | Автодор Саратов                    |
| 1997/98. | Суперлига Русије  | ЦСКА Москва (7)                    | 3 : 1                              | Автодор Саратов                    |
| 1998/99. | Суперлига Русије  | ЦСКА Москва (8)                    | 2 : 0                              | Автодор Саратов                    |
| 1999/00. | Суперлига Русије  | ЦСКА Москва (9)                    | 3 : 0                              | Урал Грејт Перм                    |
| 2000/01. | Суперлига Русије  | Урал Грејт Перм (1)                | 3 : 0                              | УНИКС Казањ                        |
| 2001/02. | Суперлига Русије  | Урал Грејт Перм (2)                | 3 : 1                              | УНИКС Казањ                        |
| 2002/03. | Суперлига Русије  | ЦСКА Москва (10)                   | 3 : 1                              | Урал Грејт Перм                    |
| 2003/04. | Суперлига Русије  | ЦСКА Москва (11)                   | 3 : 1                              | УНИКС Казањ                        |
| 2004/05. | Суперлига Русије  | ЦСКА Москва (12)                   | 3 : 1                              | Динамо Москва                      |
| 2005/06. | Суперлига Русије  | ЦСКА Москва (13)                   | 3 : 0                              | Химки                              |
| 2006/07. | Суперлига Русије  | ЦСКА Москва (14)                   | 3 : 0                              | УНИКС Казањ                        |
| 2007/08. | Суперлига Русије  | ЦСКА Москва (15)                   | 3 : 0                              | Химки                              |
| 2008/09. | Суперлига Русије  | ЦСКА Москва (16)                   | 3 : 1                              | Химки                              |
| 2009/10. | Суперлига Русије  | ЦСКА Москва (17)                   | 3 : 0                              | Химки                              |
| 2010/11. | ПБЛ Русије        | ЦСКА Москва (18)                   | 3 : 1                              | Химки                              |
| 2011/12. | ПБЛ Русије        | ЦСКА Москва (19)                   | 2 : 0                              | Химки                              |
| 2012/13. | ПБЛ Русије        | ЦСКА Москва (20)                   | Није игран                         | Химки                              |
| 2013/14. | ВТБ јунајтед лига | ЦСКА Москва (21)                   | 3 : 0                              | Нижњи Новгород                     |
| 2014/15. | ВТБ јунајтед лига | ЦСКА Москва (22)                   | 3 : 0                              | Химки                              |
| 2015/16. | ВТБ јунајтед лига | ЦСКА Москва (23)                   | 3 : 1                              | УНИКС Казањ                        |
| 2016/17. | ВТБ јунајтед лига | ЦСКА Москва (24)                   | 3 : 0                              | Химки                              |
| 2017/18. | ВТБ јунајтед лига | ЦСКА Москва (25)                   | 95 : 84                            | Химки                              |
| 2018/19. | ВТБ јунајтед лига | ЦСКА Москва (26)                   | 3 : 0                              | Химки                              |
| 2019/20. | ВТБ јунајтед лига | Отказано због пандемије ковида 19. | Отказано због пандемије ковида 19. | Отказано због пандемије ковида 19. |
| 2020/21. | ВТБ јунајтед лига | ЦСКА Москва (27)                   | 3 : 0                              | УНИКС Казањ                        |
| 2021/22. | ВТБ јунајтед лига | Зенит Санкт Петербург (1)          | 4 : 3                              | ЦСКА Москва                        |
| 2022/23. | ВТБ јунајтед лига | УНИКС Казањ (1)                    | 4 : 1                              | Локомотива Кубањ                   |
| 2023/24. | ВТБ јунајтед лига | ЦСКА Москва (28)                   | 4 : 1                              | УНИКС Казањ                        |